# Tylecodon sulphureus
Tylecodon sulphureus ist eine Pflanzenart der Gattung Tylecodon in der Familie der Dickblattgewächse (Crassulaceae).

## Beschreibung
Tylecodon sulphureus wächst als sehr kleine Pflanze mit nur wenigen Verzweigungen aus einer knollenförmigen Basis, manchmal auch geophytisch. Die aufrechten Triebe sind mit blassen Phyllopodien besetzt. Die kleinen, verkehrt lanzettlichen, elliptisch-linealischen Blätter sind kahl und mit sehr kleinen Wärzchen versehen. Sie sind auf der Oberseite gefurcht, werden 5 bis 25 Millimeter lang und 2 bis 8 Millimeter breit und haben eine stumpfe Spitze.
Der 3,5 bis 4 Zentimeter hohe Blütenstand besteht aus aufrechten und flachgipfeligen Thyrsen mit 1 bis 3 Monochasien. Die röhrige und mit Drüsenhaaren besetzte Blütenkrone wird 8 bis 12 Millimeter lang und ist weiß, hellrosa oder hell gelblich braun gefärbt. Die Zipfel sind zurückgebogen.

## Systematik und Verbreitung
Tylecodon sulphureus ist  in Südafrika in der Provinz Nordkap in der Sukkulenten-Karoo auf Quarzkieselebenen verbreitet. Die Erstbeschreibung erfolgte 1977 durch Helmut Richard Tölken als Cotyledon sulphurea. Tölken selbst stellte die Art 1978 in die Gattung Tylecodon.
Es werden zwei Unterarten unterschieden:
- Tylecodon sulphureus subsp. sulphureus
- Tylecodon sulphureus subsp. armianus van Jaarsv.; rosarötliche oder weiße Blütenkrone, blüht einen Monat später als die Stammart